# Around the Sun
《Around the Sun》은 2004년 10월 5일, 워너 브라더스 레코드에서 발매된 미국의 얼터너티브 록 밴드 R.E.M.의 열세 번째 스튜디오 음반이다. 이 음반은 여러 싱글과 월드 투어에 의해 지원되었다. 상업적으로 성공했지만 엇갈린 반응을 받았고 종종 밴드의 카탈로그에서 가장 약한 것으로 여겨진다.

## 배경
이 음반은 더블 바이닐, 카세트(밴드의 미디어 최종 발매), 콤팩트 디스크, 그리고 곡을 설명하는 14명의 아티스트들의 CD와 폴드 아웃 포스터가 포함된 한정판 박스 세트의 네 가지 에디션으로 발매되었다.
〈The Outsider〉는 래퍼 큐팁이 게스트로 참여했다. 이 곡이 라이브로 공연되었을 때 마이클 스타이프가 랩을 진행했는데, 그가 나중에 발표한 B-사이드 음반에서와 마찬가지이다.
〈Final Straw〉는 정치적으로 유료화된 노래이다. 이 음반의 버전은 2003년 3월 25일 밴드의 웹사이트에서 무료로 다운로드 받을 수 있도록 한 오리지널 버전을 리믹스한 것이다. 이 노래는 이라크 전쟁에서 미국 정부의 행동에 대한 항의로 쓰여졌다. 이 노래는 밴드의 1994년 음반 《Monster》의 세션 동안 녹음되고 2019년 25주년 기념 에디션과 함께 발매된 〈Harlan County with Whistling〉라는 제목의 기악 데모에서 발전했다.

## 반응
| 전문가 평가                       | 전문가 평가 |
| 총 점수                           | 총 점수     |
| 출처                              | 점수        |
| --------------------------------- | ----------- |
| 메타크리틱                        | 56/100      |
| 평가 점수                         |             |
| 출처                              | 점수        |
| AllMusic                          | [ 1 ]       |
| Blender                           | [ 5 ]       |
| The Encyclopedia of Popular Music | [ 6 ]       |
| Entertainment Weekly              | B−          |
| The Guardian                      | [ 8 ]       |
| Los Angeles Times                 | [ 9 ]       |
| NME                               | 6/10        |
| Pitchfork                         | 5.2/10      |
| Rolling Stone                     | [ 12 ]      |
| Spin                              | B−          |
| Uncut                             | [ 14 ]      |

《Around the Sun》은 메타크리틱에서 언급된 비평가들로부터 엇갈린 평가와 부정적인 평가를 받았다. 27개의 리뷰를 기반으로 100점 만점에 56점의 가중 산술 평균 점수를 받았다.
이 음반은 영국에서 1위를 차지했음에도 불구하고, 1988년 《Green》 이후 미국 톱 10(빌보드 200에서 7주 동안 13위)을 놓친 첫 스튜디오 음반이 되었고, 여전히 골드 기록을 기다리고 있다. 《Around the Sun》은 2007년 3월 현재 전 세계적으로 200만 장, 미국에서 232,000장이 팔렸다. 이는 1990년대 초중반 상업적으로 정점에 있을 때 음반 발매 첫 주에 판매된 R.E.M.보다 적은 수치이다.
리드 싱글 〈Leaving New York〉는 영국 톱 5 히트곡이 되었고, 〈Aftermath〉, 〈Electron Blue〉, 그리고 〈Wanderlust〉는 마이너 히트곡이 되었다. 《Around the Sun》은 미국에서 싱글 성공이 없었다. 1985년 《Fables of the Reconstruction》 이후, 그 밴드의 첫 번째 스튜디오 음반이 빌보드 핫 100 차트에 진입하는데 실패했다.
밴드 경력의 회고록은 이 음반을 그들의 최악의 음반으로 꼽는다. 2023년 《롤링 스톤》은 이 음반을 뛰어난 아티스트들의 끔찍한 음반 50장 목록에 44위로 표시하고, 이 음반을 제외한 모든 음반을 "별나다"라고 불렀다.

## 곡 목록
모든 곡들은 피터 벅, 마이크 밀스 그리고 마이클 스타이프에 의해 작사/작곡하였다.
| #   | 제목                     | 재생 시간 |
| --- | ------------------------ | --------- |
| 1.  | 〈Leaving New York〉     | 4:49      |
| 2.  | 〈Electron Blue〉        | 4:12      |
| 3.  | 〈The Outsiders〉        | 4:14      |
| 4.  | 〈Make It All Okay〉     | 3:44      |
| 5.  | 〈Final Straw〉          | 4:07      |
| 6.  | 〈I Wanted to Be Wrong〉 | 4:35      |
| 7.  | 〈Wanderlust〉           | 3:03      |
| 8.  | 〈Boy in the Well〉      | 5:22      |
| 9.  | 〈Aftermath〉            | 3:55      |
| 10. | 〈High Speed Train〉     | 5:02      |
| 11. | 〈The Worst Joke Ever〉  | 3:38      |
| 12. | 〈The Ascent of Man〉    | 4:07      |
| 13. | 〈Around the Sun〉       | 4:28      |

## 인증
| 국가                                                  | 인증        | 판매량/출하량 |
| ----------------------------------------------------- | ----------- | ------------- |
| 오스트레일리아 (ARIA)                                 | 골드        | 35,000^       |
| 오스트리아 (IFPI 오스트리아)                          | 골드        | 15,000*       |
| 덴마크 (IFPI Danmark)                                 | 골드        | 20,000^       |
| 독일 (BVMI)                                           | 골드        | 100,000^      |
| 이탈리아 (FIMI)                                       | 2× 플래티넘 | 200,000*      |
| 스웨덴 (GLF)                                          | 골드        | 30,000^       |
| 스위스 (IFPI 스위스)                                  | 플래티넘    | 40,000^       |
| 영국 (BPI)                                            | 골드        | 100,000^      |
| 요약                                                  |             |               |
| 유럽 (IFPI)                                           | 플래티넘    | 1,000,000*    |
| *판매량을 기반으로 한 인증 ^출하량을 기반으로 한 인증 |             |               |